# Dornillas
Dornillas (en carballés Dorniellas) es una localidad del municipio de Manzanal de los Infantes, en la provincia de Zamora, comunidad autónoma de Castilla y León.

## Historia
En la Edad Media, Dornillas quedó integrado en el Reino de León, cuyos monarcas acometieron la repoblación del oeste zamorano.
Posteriormente, durante la Edad Moderna, estuvo integrado en la provincia de las Tierras del Conde de Benavente, y dentro de esta en la receptoría de Sanabria. No obstante, con la creación de las actuales provincias en 1833, Dornillas pasó a formar parte de la provincia de Zamora, dentro de la Región Leonesa, quedando integrado en 1834 en el partido judicial de Puebla de Sanabria.
En torno a 1850, el antiguo municipio de Dornillas se integró en el de Manzanal de los Infantes.

## Patrimonio
Cuenta con la ermita de San Tirso. Cabe destacar como curiosidad que el cementerio del municipio está en el interior de dicha ermita.